# Vitnyéd
Vitnyéd (em alemão: Letting; em croata: Vitnja) é um município da Hungria, situado no condado de Győr-Moson-Sopron. Tem 32,25 km² de área e sua população em 2015 foi estimada em 1.300 habitantes.